# Franciszek Smuda
Franciszek Smuda (pronunție în poloneză [franˈt͡ɕiʂɛk ˈsmuda], n. 22 iunie 1948, Lubomia⁠(d), Wodzisław County⁠(d), Voievodatul Silezia, Polonia – d. 18 august 2024, Cracovia, Polonia) a fost un fotbalist și antrenor polonez care a deținut și cetățenie germană. A jucat pentru cluburi din Polonia, Statele Unite și Germania. În 1983, el a devenit antrenor, fiind numit în această poziție de cluburi precum Widzew Łódź, Wisła Cracovia, Legia Varșovia și Lech Poznan. El a câștigat trei campionate ale Poloniei. În 2009 a fost numit antrenorul echipei naționale de fotbal a Poloniei, dar a demisionat pe 16 iunie 2012, după eliminarea de la Euro 2012.

## Viața timpurie
Smuda s-a născut în Lubomia, Wodzisław, Polonia, ca fiu al lui Gerard, un lucrător la căile ferate, și Marta.

## Cariera ca jucător
Ca jucător, el a jucat ca fundaș. El și-a început cariera la Unia Racibórz și mai târziu a jucat pentru Odra Wodzisław Śląski. A debutat în Ekstraklasa pentru Stal Mielec în sezonul 1970-71. De asemenea, el a jucat pentru Piast Gliwice, urmat de un scurt timp la Vistula Garfield în Statele Unite ale Americii. De asemenea, el a participat la NASL Hartford Bi-Centennials. În 1975 Smuda a revenit în Polonia pentru a juca pentru Legia Varșovia. În 1978, el s-a întors în Statele Unite ale Americii din nou să joace pentru alte trei cluburi din NASL. El și-a terminat cariera de jucător în Germania, devenind la scurt timp antrenor.

## Cariera ca antrenor
El și-a început cariera de antrenor cu succes în ligile inferioare din Germania. În timpul anilor 1980, el a fost numit în funcția de manager în Turcia. El le-a antrenat pe Altay Izmir si Konyaspor timp de patru ani. În 1993, Smuda a revenit în Polonia pentru a ajuta la salvarea clubului Stal Mielec de la retrogradare. În timpul sezoanelor în Mielec, el a reușit să mențină echipa în Ekstraklasa.

### Polonia
Pe 29 octombrie 2009, el a fost ales ca noul selecționer al echipei naționale de fotbal a Poloniei. După un dezamăgitor UEFA Euro 2012, turneu în care Polonia a terminat ultima în grupa ei, după Rusia, Grecia și Republica Cehă Franciszek Smuda și-a dat demisia imediat după înfrângerea din ultimul meci al grupei.

## Palmares

### Ca antrenor
Widzew Łódź
- Ekstraklasa: 1995-96, 1996-97
- Supercupa Poloniei: 1996
- Ekstraklasa locul 2: 1994-95

Wisła Cracovia
- Ekstraklasa: 1998-99
- Supercupa Poloniei: 2001

Zagłębie Lubin
- Ekstraklasa locul 3: 2005-06[10]
- Cupa Poloniei locul 2: 2005-06

Lech Poznań
- Cupa Poloniei: 2008-09
- Ekstraklasa locul 3: 2008-09[11]

## Viața personală
Smuda a fost căsătorit cu Małgorzata.